# Collège coopératif
Les collèges coopératifs sont des organismes de formation français associatifs, liés à des universités publiques et membres de l’Université coopérative européenne. Ils s’inspirent des travaux d’Henri Desroche.

## Une pédagogie fondée sur la recherche-action
Les collèges coopératifs sont des organismes français de droit privé relevant de l'économie sociale. Ils ont adopté, en 1993, une charte commune.
Le premier collège coopératif a été fondé en 1959 à Paris par Henri Desroche, philosophe, historien et professeur à l’École des hautes études en sciences sociales, (EHESS, ancienne VIe section de l’École pratique des hautes études). Trois autres seront ensuite créés entre 1970 et 1982 en Rhône-Alpes, Provence et Bretagne.
Ils se réfèrent aux notions de pédagogie active, d’éducation et d’université populaires ainsi qu’à celle d’universités ouvertes, s’inscrivant dans la visée d’une éducation permanente tout au long de la vie. La pédagogie des collèges se fonde sur  la recherche-action qui est une incitation à l'auto-formation accompagnée dans laquelle l'apprenant explore et construit des savoirs dans le cadre de son projet individuel relié aux projets collectifs auquel il collabore. 
Les collèges coopératifs adhèrent à la déclaration de l'UNESCO faite à Nairobi (Kenya, 1976) : « Reconnaître que chaque adulte, en vertu de son expérience vécue, est porteur d'une culture qui lui permet d'être simultanément l'enseignant et l'enseigné dans le processus éducatif auquel il participe... les relations entre l'adulte en formation et l'éducateur doivent s'établir sur la base du respect mutuel et de la coopération. » 
Dès l'origine, Henri Desroche eut l'intuition d'un dispositif qu'on qualifierait aujourd'hui d'école de la seconde chance, prenant en compte l'expérience comme savoir valant le savoir académiquement acquis. Le Collège coopératif (Paris) accueillait et admettait des étudiants sur la base de leurs savoirs expérientiels. 5 années d'expérience professionnelles ou militantes constituaient le viatique requis. Nulle exigence de possession d'un diplôme de niveau bac n'était imposée. Alors, au rythme d'une semaine par an, pendant trois années universitaires, chaque étudiant suivait des cours. En première année était soutenue une monographie incorporant une auto-biographie raisonnée. Les deux années suivantes étaient consacrées (en sus des cours évidemment) à l'élaboration d'un mémoire universitaire de recherche-action, ayant pour objet une thématique liée au champ expérientiel labouré par l'étudiant. En fin de troisième année; l'étudiant soutenait son mémoire devant un jury présidé par un universitaire de l'université de rattachement de l'étudiant, ceci en vue de l'obtention d'un diplôme des hautes études de pratiques sociales (DHEPS), diplôme universitaire de niveau maîtrise, soit bac +4.
Le Groupement des collèges coopératifs a été fondé en 1993 pour les rassembler tout en maintenant une autonomie dans leur fonctionnement, leurs programmes et leurs pratiques.
Chaque collège passe des accords avec les universités, notamment pour la certification de leurs formations.

## Le Réseau des Hautes Études des Pratiques Sociales
Le diplôme de hautes études en pratiques sociales (DHEPS) a été lancé en 1960 par Henri Desroche et confié au Collège coopératif de Paris.
Le Réseau des hautes études des pratiques sociales (RHEPS) s’est constitué en 1977. Il a fait l’objet d’une reconnaissance du ministère de l’Éducation nationale en 1983, date à laquelle il s’est transformé en Groupement d’intérêt scientifique (GIS) auquel adhérent, les 4 collèges coopératifs, 12 universités, 8 partenaires ministériels, ainsi que des associations éducatives et l’INJEP (Institut national de la jeunesse et de l’éducation populaire).

## Les collèges coopératifs de France
Le collège coopératif (Paris) a démarré en 1959. En 2004, (sous le nom de Collège coopératif de Paris), il est devenu membre du Groupe SOS, un ensemble d’organismes relevant de l’économie sociale et solidaire. Il a eu pour directeurs Maurice Manificat, Christian Hermelin, Philippe Missotte, Philip Aïdan, Bruno Adjignon et Mehdi Farzad. Le Collège coopératif de Paris a quitté l'orbite du groupe SOS en 2012 et, sous la direction de Medhi Farzad, a poursuivi et diversifié son activité en partenariat notamment avec l'université de Paris VIII. 
Le collège coopératif Rhône-Alpes, basé à Lyon, a été fondé en 1976. Son partenaire universitaire est Lyon II.
Un collège coopératif a fonctionné à Bordeaux de 1972 à 1978.
Le collège coopératif Provence Alpes Méditerranée, dont le siège est à Aix-en-Provence, s’est constitué en 1977,à l'initiative de Jacques Léger, secrétaire général du Bureau Méridional de Planification et Président-Fondateur du CCPAM. Il est associé à l’université d’Aix-Marseille II et coopère avec les universités d’Avignon et de Montpellier II.
Le collège coopératif en Bretagne a été créé en 1982 en coopération avec l’Université de Rennes 2 Haute-Bretagne. En 1990, l’Université de Bretagne Occidentale a parrainé l’ouverture d’une antenne à Brest

## L'Université coopérative européenne
L'Université coopérative européenne (UCE) est un réseau européen ouvert, constitué en 2003. Elle rassemble des personnes physiques et des personnes morales, dont les collèges coopératifs. Son objet est la construction et l’animation d’un espace de production, de capitalisation et de transmission de connaissances par des entrepreneurs sociaux.
L’UCE entend contribuer à la promotion d’un modèle dynamique de l’entrepreneur social au niveau européen.

## Sources
- Parodi, Maurice, « Collèges Coopératifs », L’économie sociale de A à Z, Alternatives économiques, Dijon, 2006

- Desroche, Henri, Le Projet coopératif. Son utopie et sa pratique. Ses appareils et ses réseaux. Ses espérances et ses déconvenues, Éd. Ouvrières, 1976

- Desroche, Henri, Mémoires d'un faiseur de livres. Entretiens et correspondances avec Thierry Paquot, Paris, Éd. Lieu Commun, 1992

## Liens
- Collège coopératif de Paris
- Collège coopératif Rhône Alpes
- Collège coopératif en Bretagne
- Collège coopératif Provence Alpes Méditerranée
- L'université Coopérative Européenne